# Ковальов Панас Федорович
Панас Фе́дорович Ковальо́в (біл. Апанас Фёдаравіч Кавалёў; 15 грудня 1903, село Лошниця Борисовського повіту Мінської губернії, тепер Республіка Білорусь — 20 липня 1993) — білоруський політичний діяч, голова Ради народних комісарів Білоруської РСР. Член Бюро ЦК КП(б) Білорусії (з січня по листопад 1938 року). Депутат Верховної Ради СРСР 1-го скликання.

## Життєпис
Народився в багатодітній селянській родині. Служив у частинах особливого призначення Червоної армії.
З 1924 року — голова сільської ради в Борисовському районі Білоруської СРР. 
Член ВКП(б) з 1926 року.
З 1926 року перебував на комсомольській, радянській і партійній роботі в Борисовському районі Білоруської СРР. 
У 1931 році закінчив Вітебський кооперативний технікум, у 1932 році — закінчив Ленінградські вищі педагогічні курси.
У 1932—1934 роках — викладач Вітебського кооперативного технікуму.
З 1934 року — секретар комітету КП(б) Білорусії Вітебської швейної фабрики «Прапор індустріалізації». Потім — інструктор, заступник завідувача відділу культури і пропаганди ленінізму Вітебського міського комітету КП(б)Б.
До вересня 1937 року — 1-й секретар Вітебського міського комітету КП(б)Б.
З 10 вересня 1937 до 22 липня 1938 року — голова Ради народних комісарів Білоруської РСР.
З липня 1938 до січня 1939 року — голова Організаційного комітету Президії Верховної ради Білоруської РСР по Мінській області.
25 січня 1939 року заарештований органами НКВС. Більше трьох років провів у в'язницях Мінська, Москви, Полоцька, Тобольська. На слідстві, незважаючи не незаконні методи тиску, ніякої провини за собою не визнав. У жовтні 1940 року прокурор СРСР з нагляду за судово-слідчими органами виніс ухвалу про звільнення з в'язниці Панаса Ковальова, зважаючи на відсутність складу злочину. Постанова була прихована, і Панас Ковальов в 1941 році був засланий в Омську область. Тільки 9 квітня 1942 року Панаса Ковальова звільненли з ув'язнення, а в 1943 році — реабілітували.
З 1943 року працював директором заготівельної контори Дубровенського району Омської області. Незабаром був відновлений в партії.
З серпня 1944 року — заступник голови правління Молдавської республіканської Спілки споживчих товариств.
У 1947—1960 роках — заступник голови правління Білоруської республіканської Спілки споживчих товариств.
З 1949 до 1953 року навчався в Московському заочному інституті радянської торгівлі.
Потім — на пенсії.

## Нагороди та відзнаки
Нагороджений медалями «За доблесну працю у Великій Вітчизняній війні», «За доблесну працю. В ознаменування 100-річчя від дня народження В. І. Леніна», «30 років Перемоги у Великій Вітчизняній війні 1941-1945 рр.», «40 років Перемоги у Великій Вітчизняній війні 1941-1945 рр.», «Ветеран праці», трьома почесними грамотами Верховної Ради Білоруської РСР.